# نهر ألويت
نهر ألويت هو أحد روافد نهر بيت في مقاطعة كولومبيا البريطانية الكندية. كان نهر ألويت يُعرف باسم نهر ليلويت حتى عام 1914، وفي ذلك الوقت تم تغيير اسمه لتجنب الخلط بينه وبين نهر ليلويت الأكبر حجمًا. تم اختيار اسم ألويت، لأنه يبدو مشابهًا لاسم ليلويت.

## جغرافيا
يتشكل نهر ألويت عند التقاء نهري شمال وجنوب ألويت. ويتدفق نهر ألويت الشمالي، وهو الأصغر من الاثنين، من بحيرة جاكوبس جنوبًا إلى نقطة التقائه مع جنوب ألويت. يتدفق النهر فوق مجموعة صغيرة من الشلالات في منتصف الطريق تقريبًا من مصبه. ينبع جنوب ألويت من سفوح جبال روبي ريد ويتدفق إلى بحيرة ألويت. بعد الخروج من البحيرة يتدفق النهر غربًا قبل أن يتقارب مع شمال ألويت. ومن هناك يتدفق النهر غربًا لينضم إلى نهر بيت. يتدفق نهر بيت جنوبًا لينضم إلى نهر فريزر شرق فانكوفر.